# Атанасиос Сулиотис
Атанасиос Сулиотис, известен като капитан Николаидис (на гръцки: Αθανάσιος Σουλιώτης, Νικολαίδης), е гръцки офицер и революционер, ръководител на Солунския комитет на гръцката въоръжена пропаганда в Македония от началото на XX век, политик и историк, привърженик на гръцко-турското сътрудничество.

## Биография
В 1900 година Сулиотис завършва военно училище в Атина със звание втори лейтенант. Започва военна кариера в геодезическата служба на армията, което му позволява, оставайки на служба, да преподава география в офицерското училище.

### Солунска организация
В края на лятото на 1905 година се свързва с гръцкия консул в Солун Ламброс Коромилас. През март 1906 година пристига в града и му е възложена задача да създаде разузнавателна организация и екзекутивен (тоест терористичен) отряд, финансиран пряко от консулството. Сулиотис пристига в Солун през март 1906 година под фамилията Николаидис, като търговски представител на германска фирма за шевни машини. Представителството е открито от Сулиотис съзнателно в българския квартал. Сулиотис научава малко турски, български и валашки. Представителството е разрушено от пожар, но Сулиотис става представител на застрахователна компания. През лятото на 1906 година основава Солунска организация, първоначално на териториален принцип (6 сектора на града), а по-късно по принцип на изпълнение на задачи. Всеки от ръководителите на сектори на свой ред организира 10 агенти. Непосредствено в контакт с Николаидис влизат само ръководителите на сектори, с което се подсигурява секретността на организацията.
За кратко време отрядът се разраства, започва да се финансира независимо чрез финансовата компания, която отваря самият Атанасиос Сулиотис. Привлича за сътрудник Спилиотопулос и за секретар Менелаос Комботекас, а след това са привлечени и Аргириос Захос, Димитриос Маргаропулос и параходният агент Йоанис Емирис. Целта му е да изолира икономически българите в Солун, да събира сведения чрез специален разузнавателен отдел с ръководител Георгиос Пендзикис, както и с убийствата на местни българи или гърци и гъркомани, несътруднечещи на гръцката пропаганда в Македония. Отрядът вербува четници за андартските чети и организира търговски бойкот на българските стоки в Солун.
Атанасиос Сулиотис обикаля градовете Бер, Негуш, Воден, Драма, Кавала, Нигрита, Демирхисар, Битоля и Дедеагач, като на места открива клонове на легалната си финансова компания и прави опит да създаде нелегални дъщерни организации към тях, които да бъдат оглавявани от гръцки офицери. Най-добре сработва подобният комитет в град Сяр, ръководен от гръцкия офицер Малеос (капитан Нуцос) и гръцкия митрополит в града Григориос.
Най-вероятно през 1907 година пише и издава мистификационната пропагандна книжка Пресказание на Голем Александър.

### Константинополска организация
През декември Сулиотис заедно с гръцкия консул в Дедеагач Йон Драгумис са изпратени в Цариград – Сулиотис отново по прикритието на търговец, а Драгумис – в гръцкото посолство. По модела на Солунската организация в 1908 година двамата основават Константинополска организация, разделяйки града на 36 сектора, в които членовете на организацията – 500 в 1912 г.: чиновници, лекари, офицери, журналисти от гръцки произход – събират информация и я предават в Центъра. Целта отново е борба против българското влияние в османската столица, предимно в областта на църквата и благотворителността. Организацията се поддържа от гръцките депутати в Османския парламент, Цариградската патриаршия и правтелството в Атина.

### „Елино-османизъм“
Съвременния историк и професор в Отавския университ Д. Кицикис, привърженик на гръцко-турското сближение пише:
| „ | Може би Византийската империя е трябвало да се подчини на „франките“, да се откаже от вярата си заради папската вяра, за да види своя народ асимилиран в западната култура, за да се възползва по-късно от Възраждането и последвалата индустриална революция? Народът в тази епоха е силно раздвоен. Гръцкият народ остава раздвоен и днес. В навечерието на Първата световна война Сулиотис-Николаидис мечтае за създаването на гръко-турска федерации и пише, что той и привържениците му искат отново да приемат доренесансовата „източна цивилизация“, „Междинната зона“ (Източно Средиземноморие) и да я превърне в друго Възраждане: „Източно Възрождане“. | “ |

„Елино-отоманизмът“ е идеологическата основа на действията на Сулиотид. Той не поддържа нито византийско-оттоманския икуменизъм на Ригас Фереос и младотурците, нито гръцкият сепаратистичен национализъм на „Мегали идеята“. Идеологията му е комбинация от тези две течения и се основава на тези две реалии – културния идентитет на Източното Средиземноморие и нациите, които го образуват. Сулиотис не вярва в съществуването на византийска и османска нация, а в съществуването на много нации, като гръцката и турската, които трябва да се обединят в рамките на конфедерация, за да съхранят своя идентитет в Източното Средиземноморие. След създаването на конфедерацията, по-късно е възможен преход към втория, наднационалния стадий и създаването на „източна раса“.

### Балканските войни
Балканските войни в 1912 – 1913 година слагат край на тези планове за гръко-турска конфедерация.
Драгумис и Сулиотис са проти идеите на Елевтериос Венизелос за война срещу Османската империя заедно със Сърбия, Черна гора и България. Според тях, гърците, атакувайки Османската империя, за да я разделят със славяните, атакуват собственото си наследство, за да получат само част от него. За Сулиотис Османската империя е център на „Междинното пространство“, пазител на „Източната цивилизация“. Това е домът на гърка. Сулиотис намира за безумие заедно със славяните да се разграбва собствения дом. Разделението означава разрушение на дома, тоест на „Междинното пространство“ и на неговата цивилизация, на развалините на което ще се установи властта на Запада.
С началото на Балканската война в 1912 година, Сулиотис е изпратен като офицер за свръзка в съюзната българска армия. Но основната му задача е разузнаване и информация за българските планове по отношение на въпросите засягащи гръцките интереси. На свой ред генерал Георги Тодоров прави среща на Сулиотис в Горна Джумая, далеч от събитията. На 21 октомври/ 3 ноември в Горна Джумая Сулиотис се среща с хирурга Ф. Никоглу, мобилизиран в българската армия, който го информира, че българите смятат за разгърнат десния си фланг и да заемат Солун. Сулиотис бързо заминава за София, откъдето телеграфира шифровано в Атина. В резултат министър-председателят Венизелос настоява и престолонаследникът Константинос е принуден да ускори действията по овладяване на Солун.

## Последни години
В 1920 година Сулиотис е депутат от Солун в Третото национално събрание. В 30-те години е назначен за номарх на ном Лерин. В края на кариерата си е преместен в жандармерията, откъдето излиза в оставка със званието генерал-майор.
Умира в 1945 година.
Сулиотис заедно с Драгумис участва в издаването на „Политически обзор“ и редовно пише в други вестници. Публикува свои исторически трудове – „Писма от планините“ и „Жителите на Мала Азия“.